# Theater im Pumpenhaus

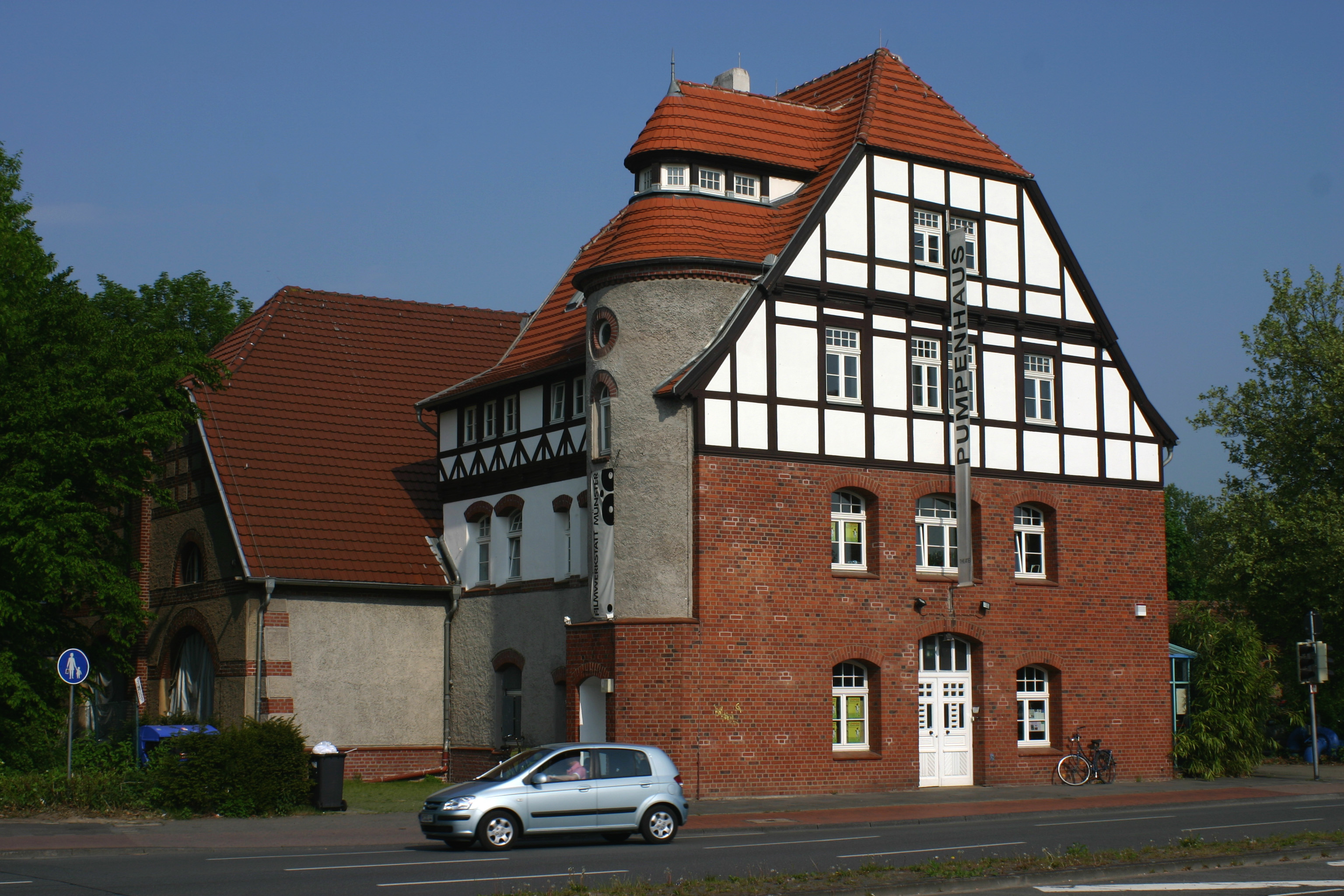
Theater im Pumpenhaus (Münster)

Das Theater im Pumpenhaus ist ein unabhängiges Theater im westfälischen Münster. Es wurde am 10. Mai 1985 in einem ehemaligen Abwässerpumpwerk eröffnet.

## Geschichte
Das Theater im Pumpenhaus war das erste freie Theater in Nordrhein-Westfalen und eines der ersten bundesweit. Seit 1999 hat das Theater im Pumpenhaus kein eigenes Ensemble mehr, sondern bietet auf nationaler und internationaler Ebene herausragenden Künstlern  sowie Münsteraner Theaterlabels Produktions- und Präsentationsbedingungen. 
1985 wurde das Theater mit dem Wiedertäuferstück Herz der Freiheit unter der Regie von Gunther Möllmann eröffnet. Die „Theaterinitiative Münster“ (TIM), in der sich Vertreter der „Freien Theaterszene“ als Verein zusammengeschlossen hatten, führte den Eigenproduktionsbereich bis 1998. Danach wurde die Organisationsstruktur des Theaters radikal verändert. Die TIM löste sich auf; das Theater im Pumpenhaus ist seit dem 1. Januar 1999 als GmbH organisiert. Die Leitung des Theaters lag bis zu seinem Tod im Januar 2023 bei Ludger Schnieder, der seit 1985 im Pumpenhaus arbeitete. Sein Nachfolger ist der Schweizer Regisseur und Musiker Till Wyler von Ballmoos.

## Profil
Das Theater im Pumpenhaus bietet eine Plattform für freie Produktionen auf professionellem Niveau. Rund 200 Veranstaltungen im Jahr werden dem Publikum geboten, zahlreiche Produktionen werden in den Proberäumen des Theaters am Hoppengarten entwickelt. Das Theater im Pumpenhaus arbeitet als Dienstleister für die professionellen Theaterlabels der Stadt und initiiert und organisiert nationale und internationale Projekte. Im Repertoire wechseln internationale Gastspiele, zeitgenössisches internationales Tanztheater, die besten Produktionen von Münsters Theaterlabels und Jugendtheater.
Ermöglicht wird das breite Spektrum durch ein Netz nationaler und internationaler Kontakte, andererseits durch die finanzielle Grundförderung der Stadt Münster sowie des Landes Nordrhein-Westfalen.

## Festival „Statements“
Im Jahr 2010 feierte das Pumpenhaus seinen 25. Geburtstag mit dem bis dahin größten Tanz- und Theaterfestival der münsterschen Stadtgeschichte. Mit „Statements“ zeigte das Pumpenhaus von April bis Juni 2010 fünfzig Produktionen mit über 70 Aufführungen in 58 Tagen. Mit dabei waren unter anderen „Hotel Pro Forma“ aus Dänemark, Marie Brassard, Forced Entertainment, Gintersdorfer/Klaßen sowie Showcase Beat Le Mot.

## Einladungen zum Theatertreffen
2019 wurde die Inszenierung Unendlicher Spaß von Thorsten Lensing zum Theatertreffen in Berlin eingeladen. Das unter anderem in Koproduktion mit dem Theater im Pumpenhaus entstandene Stück gehörte damit zu den zehn besten Inszenierungen des Jahres 2018 im deutschsprachigen Raum. 2020 folgte die Einladung der Pumpenhaus-Koproduktion „TANZ“ von Florentina Holzinger als eine der zehn besten Aufführungen des Jahres 2019 im deutschsprachigen Raum.